# Tedia abdominalis
Tedia abdominalis là một loài nhện trong họ Dysderidae.
Loài này thuộc chi Tedia. Tedia abdominalis được Christa Deeleman-Reinhold miêu tả năm 1988.